# Piet Pijn

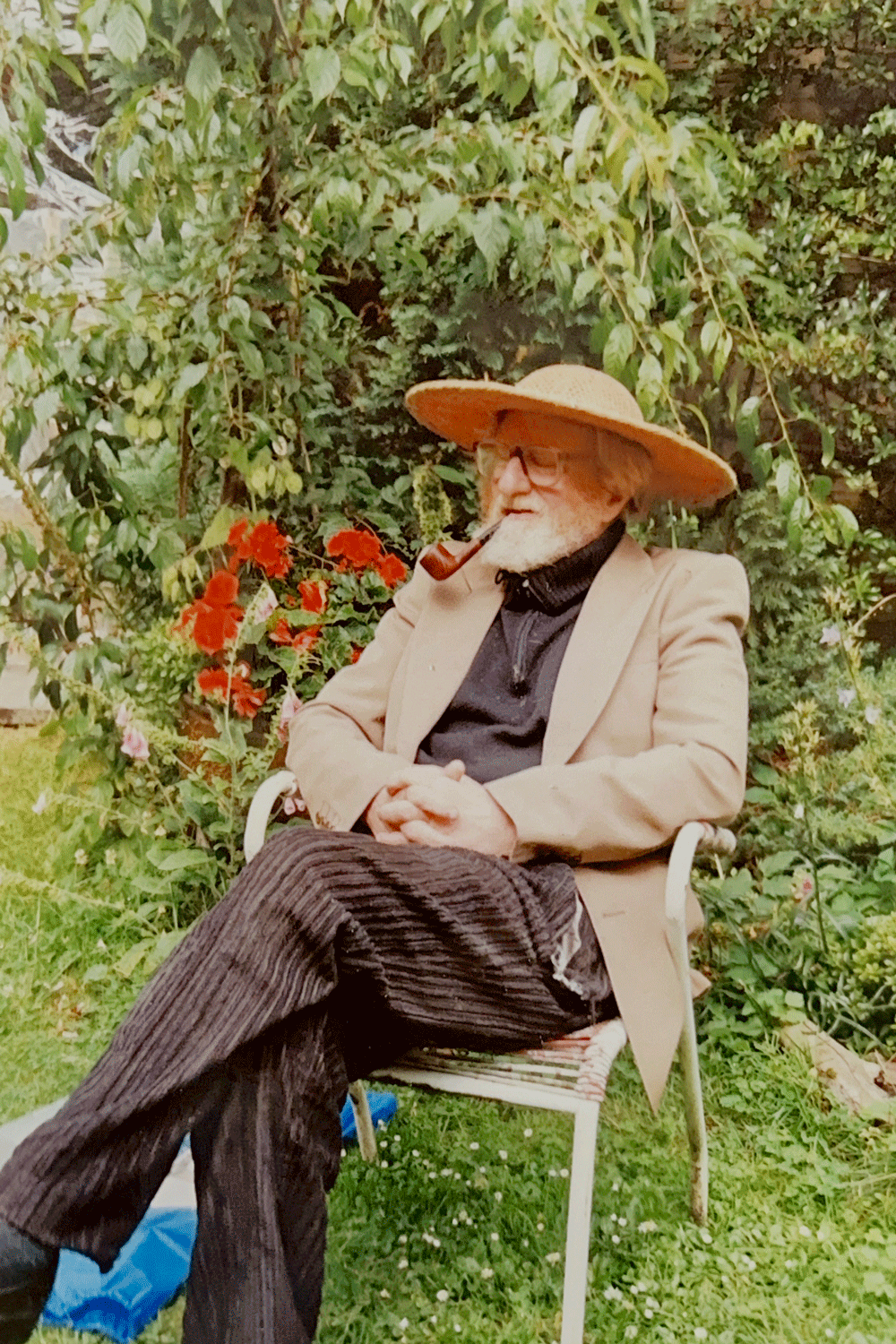
Piet Pijn, 1985

Piet Pijn (* 11. März 1926 in Den Haag; † 5. Januar 2002 in Bilthoven) war ein niederländischer bildender Künstler. Er kann als Begründer des nördlichen Realismus betrachtet werden.

## Werdegang

### Ausbildung
Piet Pijn wurde von seinem Großvater, dem bekannten Kunstmaler und Restaurator Piet in ’t Hout, erzogen. Durch ihn kam er früh mit der Kunstmalerei in Berührung. Als Wunderkind gewann er ab seinem 14. Lebensjahr verschiedene Preise. Mit 17 Jahren wurde er aktives Mitglied der niederländischen Kunstvereinigung (Nederlands Kunstkring), welche 1917 gegründet wurde und in deren Rahmen er regelmäßig Werke ausstellte. Er studierte von 1944 bis 1948 an der Königlichen Akademie für bildende Kunst (Koninklijke Academie van Beeldende Kunsten) in Den Haag und erlangte das Lehrerdiplom.

### Kunst- und Lehrtätigkeit
Nach seinem studium arbeitete er als Bildhauer, vor allem im Auftrag verschiedener Kirchen und Klöster; u. a. schuf er eine Pietà für die Willibrorduskirche in Wassenaar.
Von 1963 bis 1984 gab Piet Pijn Lektionen an der Akademie für bildende Kunst Minerva in Groningen. Daneben war er von 1964 bis 1973 als Dozent an der Abendschule der Akademie Minerva tätig. Außerdem war er von 1969 bis 1977 Dozent an der Akademie für Baukunst in Groningen. Von 1970 bis 1980 gehörte er dem Vorstand der Vereinigungen „Contraprestatie“ und „BKR“ an.
In dieser Zeit wurde er zum „Begründer des nördlichen Realismus“, einer bekannten, für „Minerva“ typischen, figurativen Kunstrichtung. Der „Minerva-Realismus“ wurde nach ihm durch die Minerva-Dozenten M. Röling, D. Kraaipoel und Wouter Muller weiter verbreitet.
Sein Name blieb auch nach seinem Abschied von der Akademie Minerva jahrelang ein Begriff. Wer wirklich malen lernen wollte, sollte am besten zu Piet Pijn gehen, war die allgemeine Auffassung. Er war ein begeisterter Dozent mit besonderen Stärken in Formstudie, Komposition und der wechselseitigen Wirkung von Farben.
Ab 1960 war Piet Pijn als Maler sehr aktiv. Er malte vor allem mit Ölfarbe auf Hartbord. Ab 1984 malte er auch mit verschiedenen Techniken auf Papier.
Er stellte seine Werke nicht aus.

## Werk
In den Werken von Piet Pijn spielt das Sonnenlicht eine große Rolle. Auch die Schönheit der Frau (nackt oder bekleidet) ist immer deutlich zu erkennen. Sein abstrakter Farbgebrauch, kombiniert mit dem Spiel von Licht und Schatten in einer figurativen Vorstellung, geben seinem Werk eine einzigartige Ausstrahlung.